# Ring – Spiral
Ring – Spiral (japanisch らせん Rasen) ist eine Literaturverfilmung nach Spiral – The Ring II von Kōji Suzuki aus dem Jahr 1998.

## Inhalt
Ryūji Takayamas Leiche wird von seinem Freund Mitsuo Andō untersucht. Er findet in Takayamas Magen einen Zettel mit einer kryptischen Nachricht. Währenddessen sterben Takayamas Frau und sein Sohn bei einem Autounfall. Mitsuo erfährt von dem verfluchten Videoband, das nach sieben Tagen zum Tod führt. Er sieht sich das Videoband an, aber Sadakos rachsüchtiger Geist scheint andere Pläne mit ihm zu haben.

## Synchronisation
| Rolle                     | Schauspieler/in   | Synchronsprecher/in |
| ------------------------- | ----------------- | ------------------- |
| Ryūji Takayama            | Hiroyuki Sanada   | Thomas Nero Wolff   |
| Mai Takano                | Miki Nakatani     | Anne Helm           |
| Yoshino                   | Yutaka Matsushige | Thomas Petruo       |
| Kommissar Maekawa Keibuho | Shigemitsu Ogi    | Gunnar Helm         |
| Mitsuo Andō               | Koichi Sato       | Charles Rettinghaus |
| Sadako Yamamura           | Hinako Saeki      |                     |
| Miyashita                 | Shingo Tsurumi    |                     |
| Heihachirō Ikuma          | Daisuke Ban       |                     |
| Kobayashi                 | Naoaki Manabe     |                     |

## Veröffentlichung
Der Film erschien am 31. Januar 1998 in den Kinos. Der Film wurde von Tōhō vertrieben.

## Rezeption
- Lexikon des internationalen Films: Zeitgleich mit dem späteren Erfolgsfilm "Ring" gedreht und als dessen Sequel geplant, verschwand der spannungsarme, schlecht gespielte Film rasch in der Versenkung.[4]